# 革新駅
革新駅（ヒョクシンえき、かくしんえき）は、朝鮮民主主義人民共和国平壌市にある、平壌地下鉄革新線の駅である。

## 駅周辺
- 西平壌ホテル
- 祖国解放戦争勝利記念館
- 西城区域図書館

## 隣の駅
平壌地下鉄
革新線
建設駅 - 革新駅 - 戦勝駅